# Ungargasse (Wiener Neustadt)
Die Ungargasse ist eine der vier historischen Hauptstraßen von Wiener Neustadt. Sie beginnt am Hauptplatz und führt in ungefähr östlicher Orientierung Richtung Ungarn, das bis 1921 wenige Kilometer entfernt an der Leitha begann.

## Geschichte
Die 1192 gegründete Stadt wurde nach dem Vorbild eines römischen Lagers planmäßig angelegt. Ihr Grundriss entsprach einem Rechteck mit einer Seitenlänge von 620 m an der Südseite und 685 m an der Westseite. Das Stadtgebiet wurde von vier Hauptstraßen, die nach den vier Himmelsrichtungen ausgerichtet waren und zu den Stadttoren führten, in Viertel unterteilt. Für das Zentrum war ein Platz als Markt in einer Ausdehnung von 180 × 80 m vorgesehen, von dem die Hauptstraßen wegführten. Die nach Osten führende erhielt nach dem Fernziel Ungarn den Namen Ungargasse, das von ihr durchquerte Stadttor wurde dem entsprechend Ungartor genannt. (Mittlerweile heißt der Straßenzug ab der Brücke über den Kehrbach allerdings Neudörfler Straße, nach dem ersten nach Überquerung des seinerzeitigen Grenzflusses Leitha erreichten Ort Neudörfl.)
1863 wurde das Ungartor abgetragen.
Ab 1803 befand sich nördlich der Straße unmittelbar nach der Stadtmauer der Wiener Neustädter Hafen des Wiener Neustädter Kanals. Nach Beendigung der Kanalschifffahrt um 1900 wurden das Hafenbecken und der Kanal bis zum Kehrbach schließlich 1926/27 zugeschüttet.
Durch die Luftangriffe auf Wiener Neustadt im Zweiten Weltkrieg wurden auch Gebäude an der Ungargasse schwer beschädigt oder zerstört. So wurde das erste Haus an der rechten Seite der Ungargasse, das Eckhaus Hauptplatz 22, nicht wieder aufgebaut, wodurch die Ungargasse in diesem Bereich verbreitert werden konnte. Die gleichfalls zerstörten Gebäude Ungargasse 4 und 6 (nach heutiger Nummerierung) sowie das gegenüber liegende Haus Nummer 3 wurden durch Neubauten im Stil der 1950er Jahre ersetzt, während das Eckhaus Hauptplatz 21 (das erste Gebäude auf der linken Seite der Ungargasse) teilweise rekonstruiert wurde (vor allem blieben die historischen Arkaden am Hauptplatz erhalten). 
Dagegen blieben die weiteren Häuser an der linken Seite der Ungargasse (Nummer 5 bis 21) so weit erhalten, dass sie wieder hergestellt werden konnten.
Nach 1948 bis 1954 wurde östlich des Hauptplatzes eine neue Nord-Süd-Durchfahrt geschaffen, indem in dem stark zerstörten Gebiet unter Verwendung von Mühlgasse und Niederländergasse die Grazer Straße angelegt wurde, wobei auch einige nicht zerstörte historische Gebäude abgerissen wurden. Damit wurde die Grazer Straße zur ersten Querstraße der Ungargasse nach dem Hauptplatz.

## Beschreibung

### Verlauf
Die Ungargasse beginnt (im Sinne der Nummerierung) am Hauptplatz in östlicher Richtung. Der Anfang liegt zwischen den historischen Häusern Nummer 21 und 23 (Identnummern: Ungargasse 1 und 2). Auf der rechten Seite schließt sich der Neubau Nummer 4 an. Auch die beiden Gebäude Nummern 3 (links) und 6 (rechts) nach der Kreuzung mit der Grazer Straße sind Neubauten nach dem Krieg. Auf der linken Seite folgt die Häuserzeile Nummer 5 bis 21, die aus zweigeschoßigen, im Großteil aus der frühen Neuzeit stammenden Gebäuden besteht. Gegenüber folgt nach dem späthistoristischen Haus Nummer 8 und der Neuklostergasse die Stiftskirche Neukloster. Zwischen deren Chor und dem gegenüber liegenden Haus Nummer 21 befand sich das Ungartor.
Ungefähr ab diesem Bereich beginnt ein weiter Rechtsbogen der Straße, durch den sie in ostsüdöstliche Richtung einschwenkt.
An das Haus Nummer 21 schließt eine Grünfläche mit einer Statue des Hl. Johannes Nepomuk an; in diesem Bereich lag ehemals der Kanalhafen. Gegenüber auf der rechten Seite wurde das Parkhaus „Hauptplatz Garage“ errichtet. Es folgen rechts Gewerbeobjekte und an der Ecke des Zugangs zum Akademiepark gegenüber der Franz-Schubert-Gasse ein moderner Wohnbau. Nach der Kreuzung folgen weitere Wohnblocks, während gegenüber die ganze Länge des Häuserblocks bis zur Burgenlandgasse vom Gregorhof eingenommen wird. Auf der anschließenden Brücke über den Kehrbach endet die Ungargasse und der Straßenzug geht in die Neudörfler Straße über.

### Verkehr
Die Ungargasse ist immer noch Hauptausfallstraße vom Stadtzentrum Richtung Osten. Dem entsprechend ist sie ab der Grazer Straße Teil der Pöttschinger Straße B 53. In Abschnitten wird sie von den städtischen Autobuslinien 4, 5A, 5B und 10 sowie regionalen Buslinien befahren. Für den Radverkehr gibt es Radfahrstreifen, von denen derjenige in Richtung stadtauswärts über die ganze Länge führt, während der in Richtung stadteinwärts auf Höhe der Handelsakademie und Handelsschule (Nummer 29) endet.

### Adressen
(Denkmalgeschützte Objekte sind fett geschrieben.)
- Nummer 1 (Identanschrift: Hauptplatz 21): Dreigeschoßiges Bürgerhaus, nach weitgehender Zerstörung im Zweiten Weltkrieg in großen Teilen rekonstruiert

- Nummer 2 (Identanschrift: Hauptplatz 23): Wohn- und Geschäftshaus im Kern aus dem 16. Jahrhundert mit historistischer Fassade
- Nummer 5: Bürgerhaus aus der frühen Neuzeit mit josephinischer Fassade, Korbbogenportal und hochbarockem Stiegenhaus
- Nummer 6 (vor 1945: Nummer 4; Identanschrift: Grazer Straße 87–89): Beim Neubau des weitgehend zerstörten Gebäudes wurden ein Einsäulenraum und ein Trichterportal aus dem 13. Jahrhundert einbezogen. Die in die Grazer Straße ragenden Teile davon wurden 1970/71 aus verkehrstechnischen Gründen abgetragen, der Rest in ein Geschäftslokal integriert.[5]
- Nummer 7: In der Substanz spätmittelalterliches Haus mit frühhistoristischer Fassade
- Nummer 8: Dreigeschoßiges späthistoristisches Wohn- und Geschäftshaus
- Nummer 9: Ehemaliges Gasthaus „Zur ungarischen Krone“ aus dem dritten Viertel des 19. Jahrhunderts
- Nummer 13: Zweigeschoßiges Haus in frühneuzeitlicher Substanz
- Nummer 15: Zweigeschoßiges Gebäude im Kern aus dem 16. Jahrhundert und Fassade um 1700
- Nummer 17: Dreiachsiges Gebäude aus der Mitte des 19. Jahrhunderts
- Nummer 21: Ehemalige Hofmühle am Kehrbach aus dem 16. Jahrhundert (bezeichnet: 1608 HPSC, steht für Hans Praittenaicher Stadt Cammerer)
- Nach Nummer 8: Stiftskirche Neukloster
- Nach der Stiftskirche: Die Gartenmauer des Stifts Neukloster („Zeiselmauer“) wurde 1446–1456 erbaut. Sie verläuft im Abstand einer Parzelle hinter Geschäfts- und Wohnobjekten parallel zur Straße.
- Nummer 18a: Parkhaus „Hauptplatz Garage“
- Bei Nummer 23: Bildstock Hl. Johannes Nepomuk
- Nummer 29: Handelsakademie und Handelsschule Wiener Neustadt
- Nummer 31: Ambulatorium für Entwicklungsneurologie und Sozialpädiatrie, Tageszentrum für Behinderte; Gebäude vom Anfang des 20. Jahrhunderts
- Nummer 33: Bezirkshauptmannschaft Wiener Neustadt-Land
- Gegenüber Franz-Schubert-Gasse: Zugang zu Akademiebad und Akademiepark
- Nummer 39–49: Gregorhof. Die ausgedehnte Wohnhausanlage des Stiftes Heiligenkreuz wurde 1930 auf Initiative des Abtes Gregor Pöck erbaut.

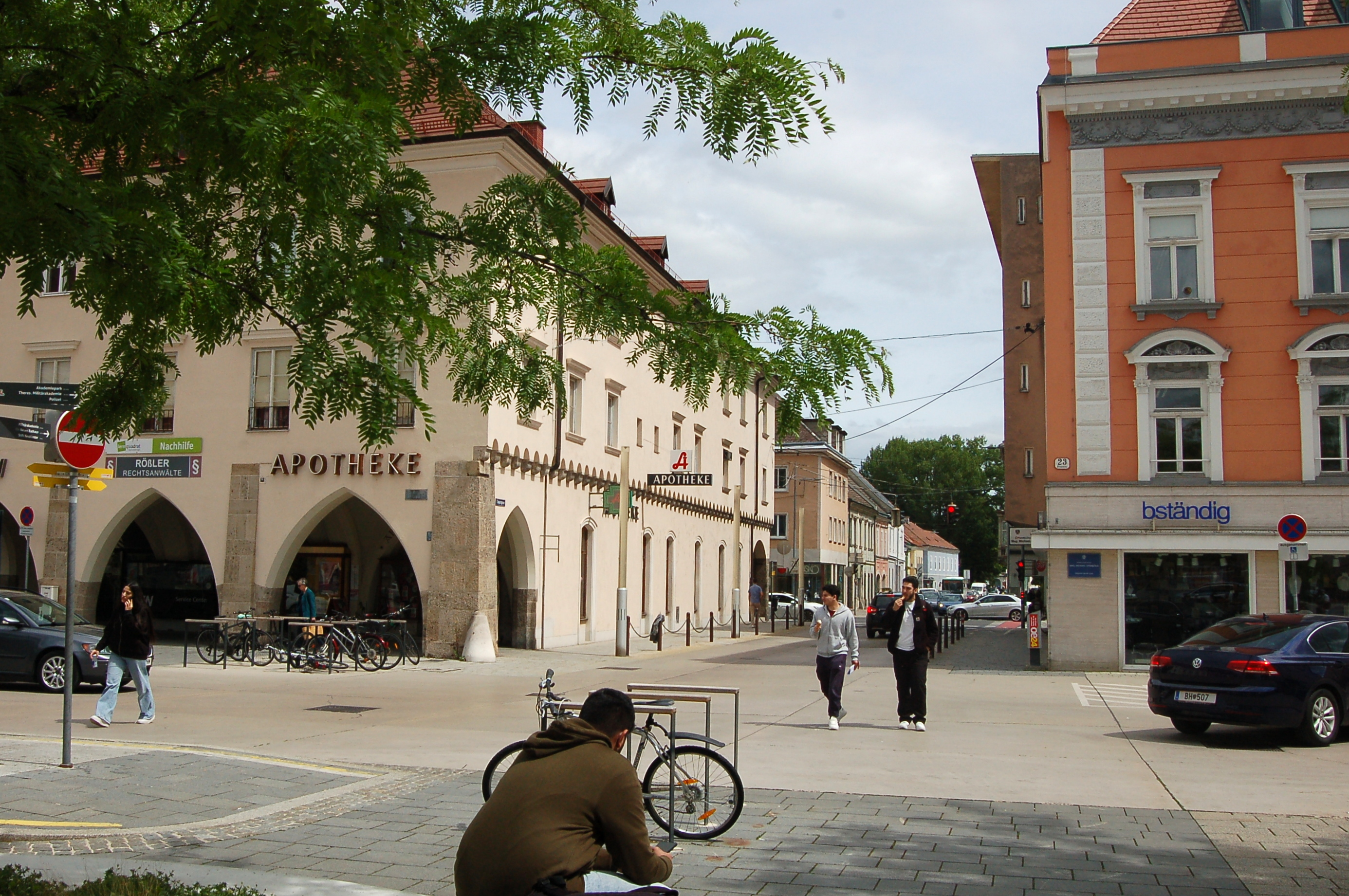
Beginn der Ungargasse am Hauptplatz
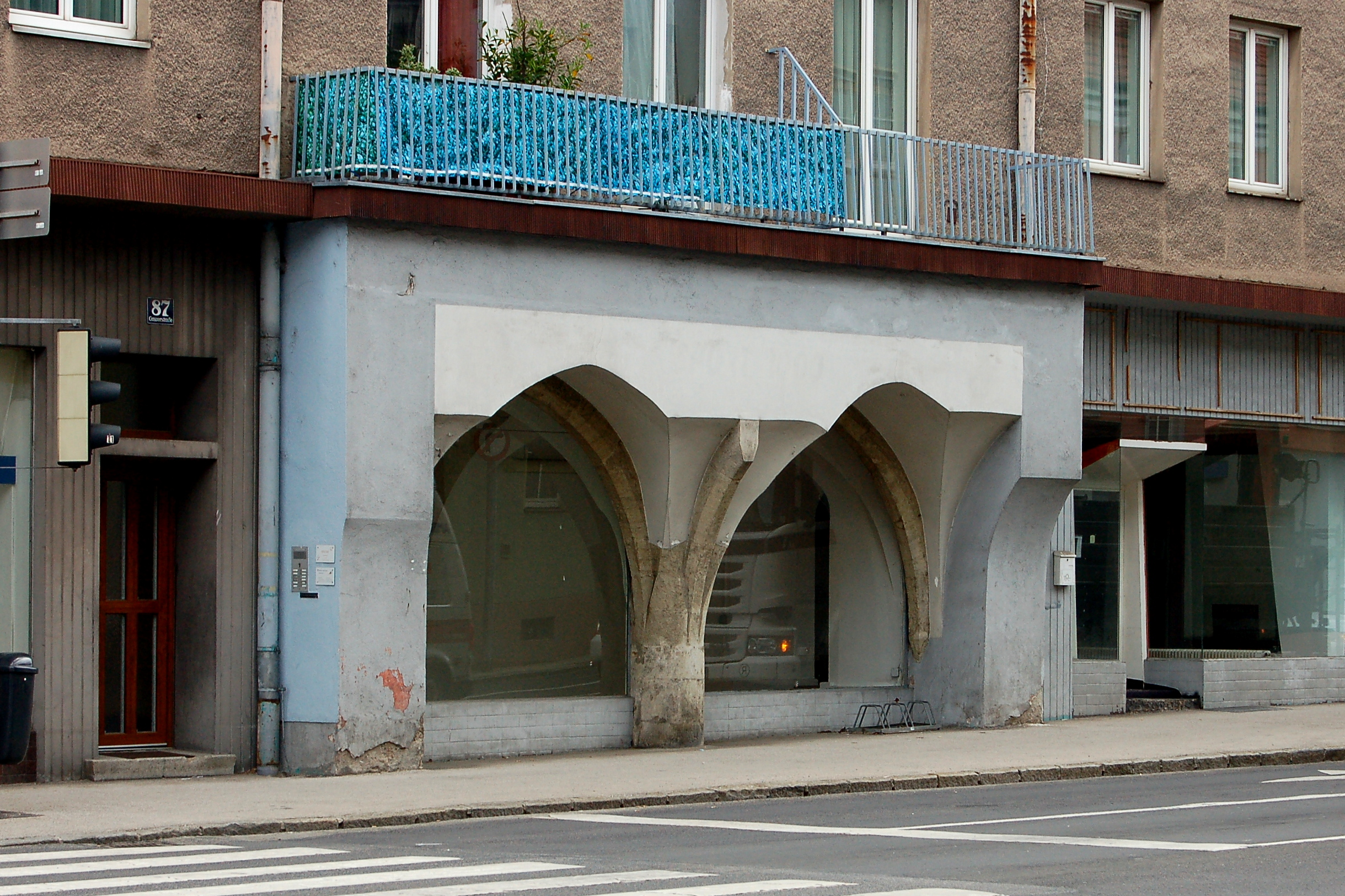
Gotische Baureste im Haus Ungargasse 6 (Front Grazer Straße)
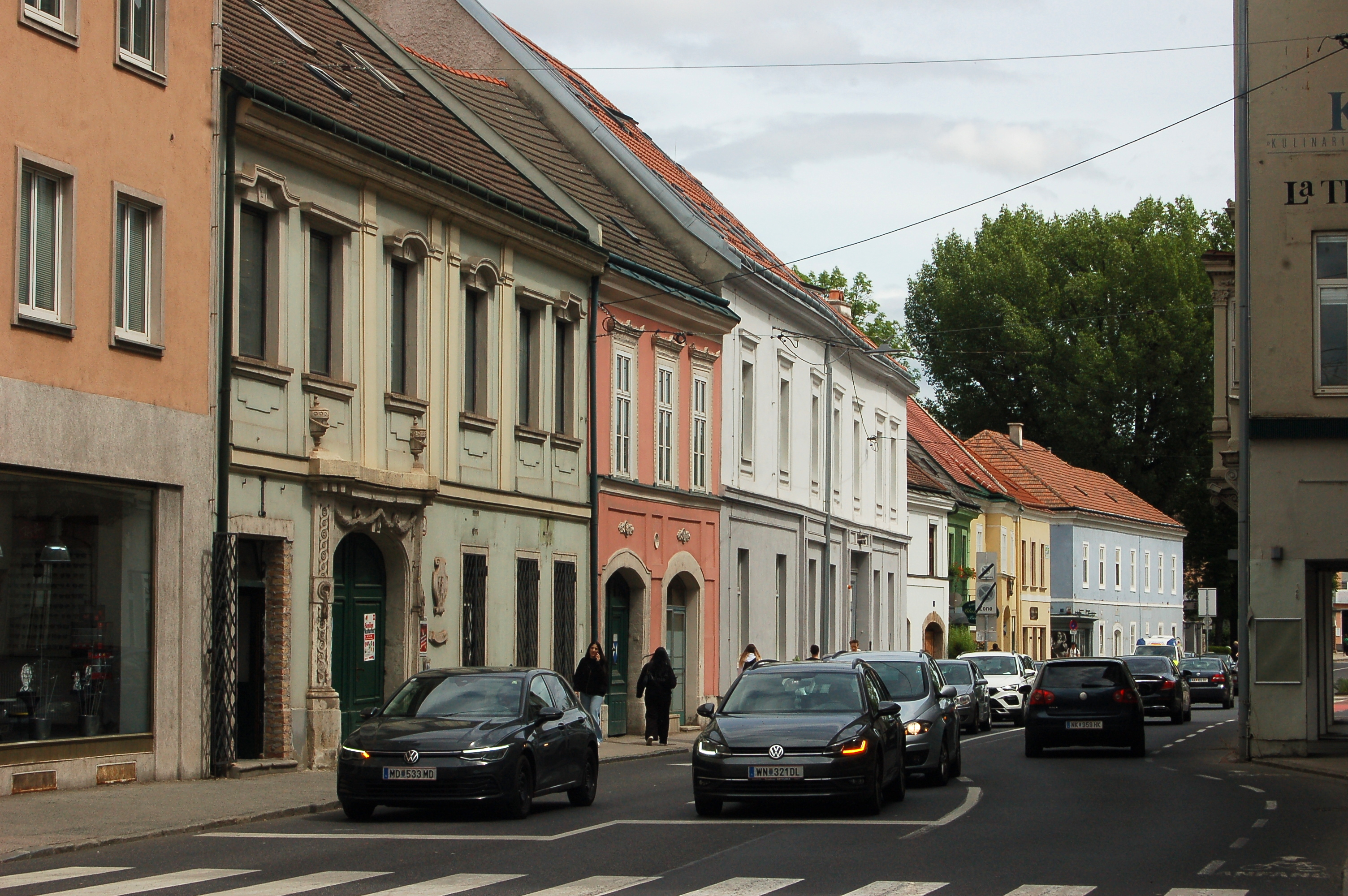
Ab Grazer Straße (Nummern 5 bis 21)
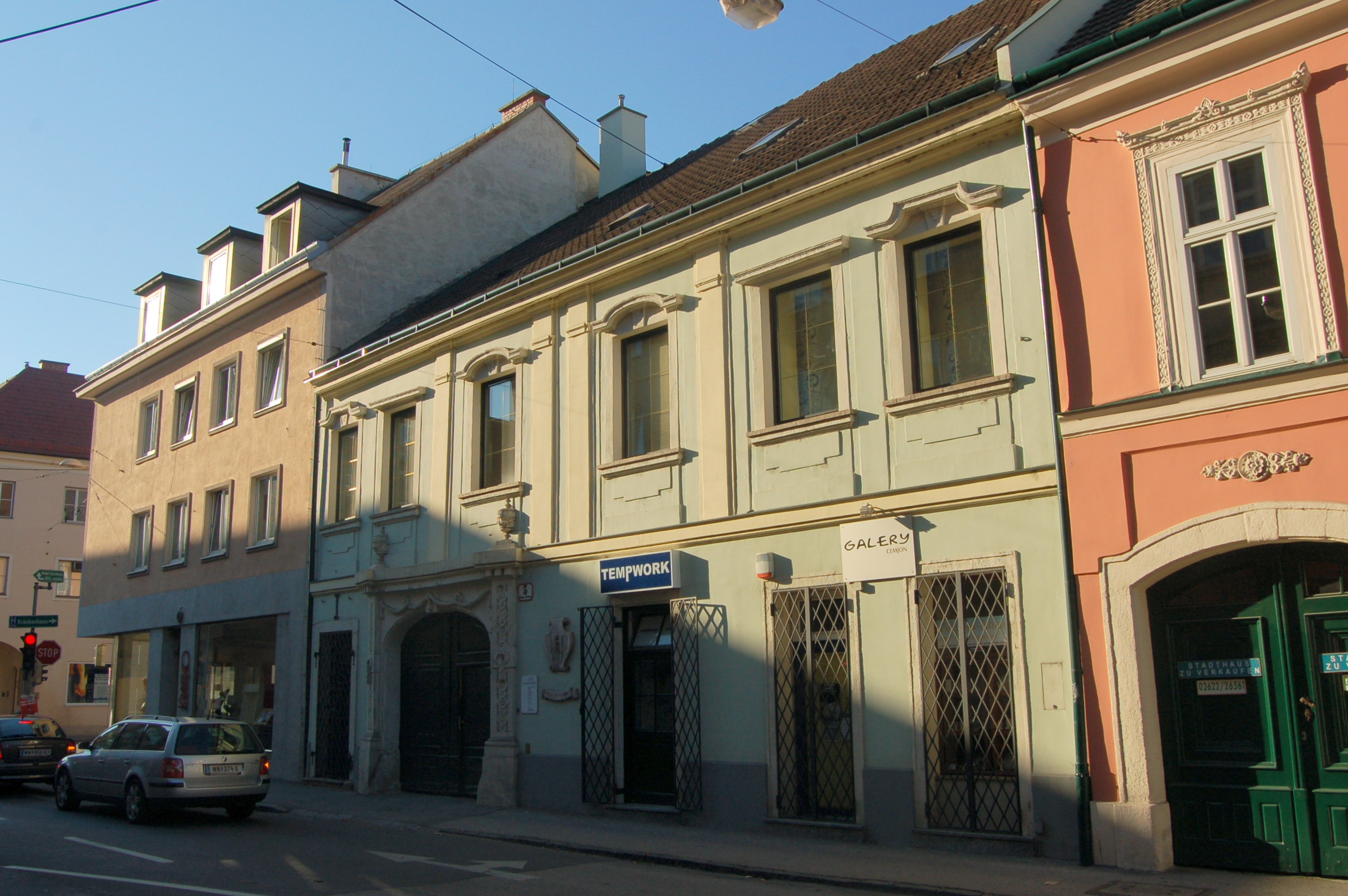
Nummer 5
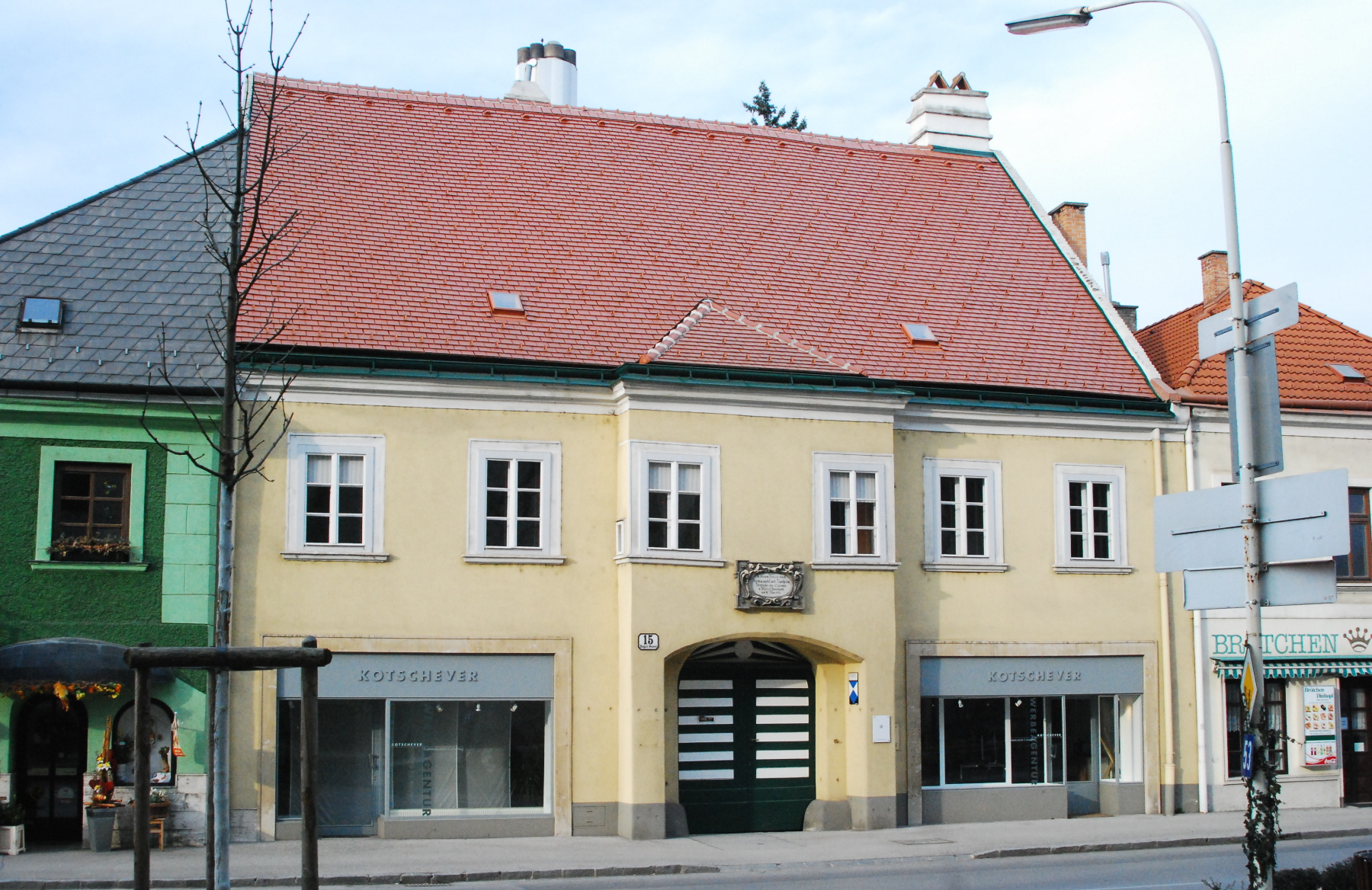
Nummer 15
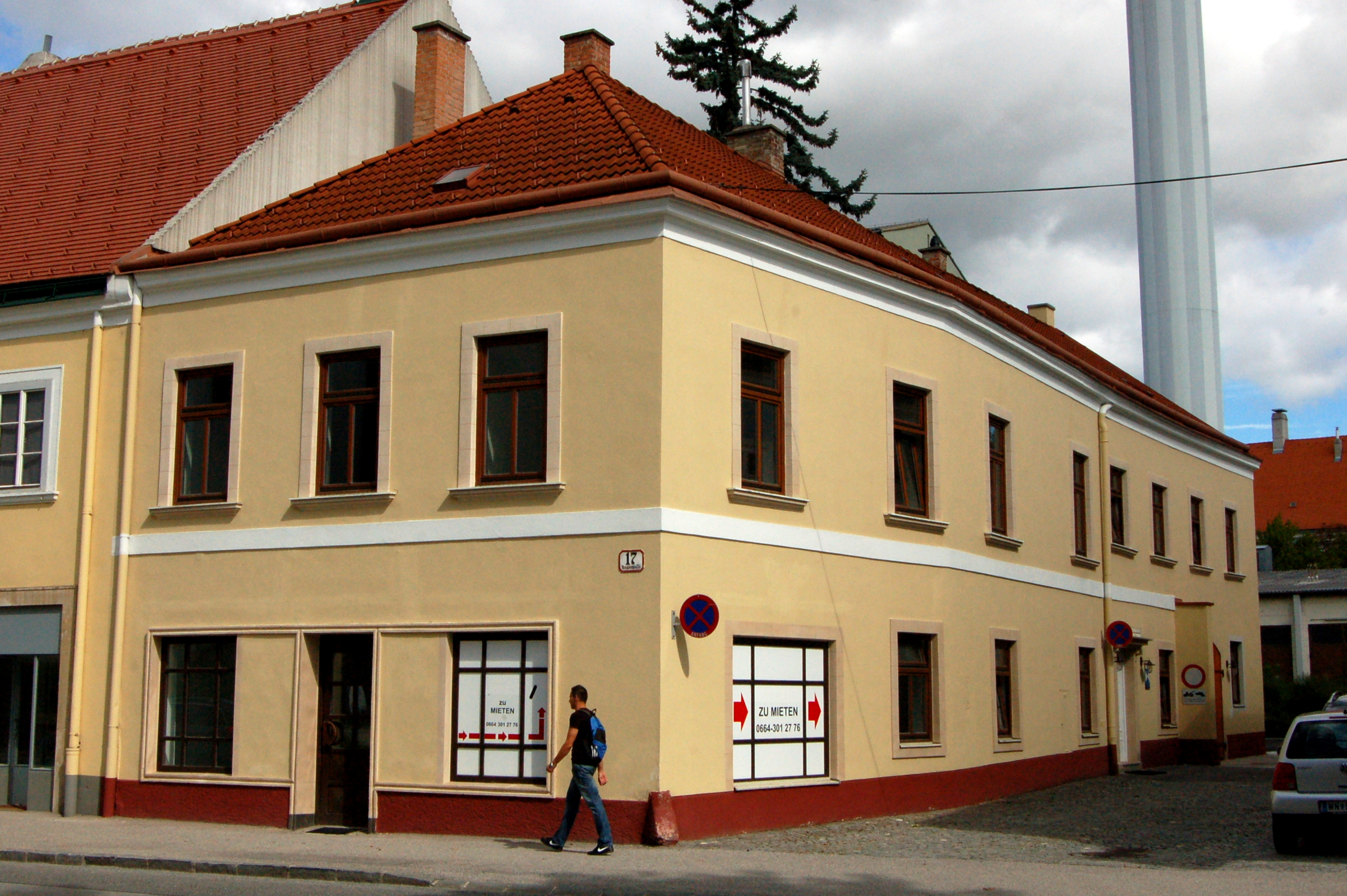
Nummer 17
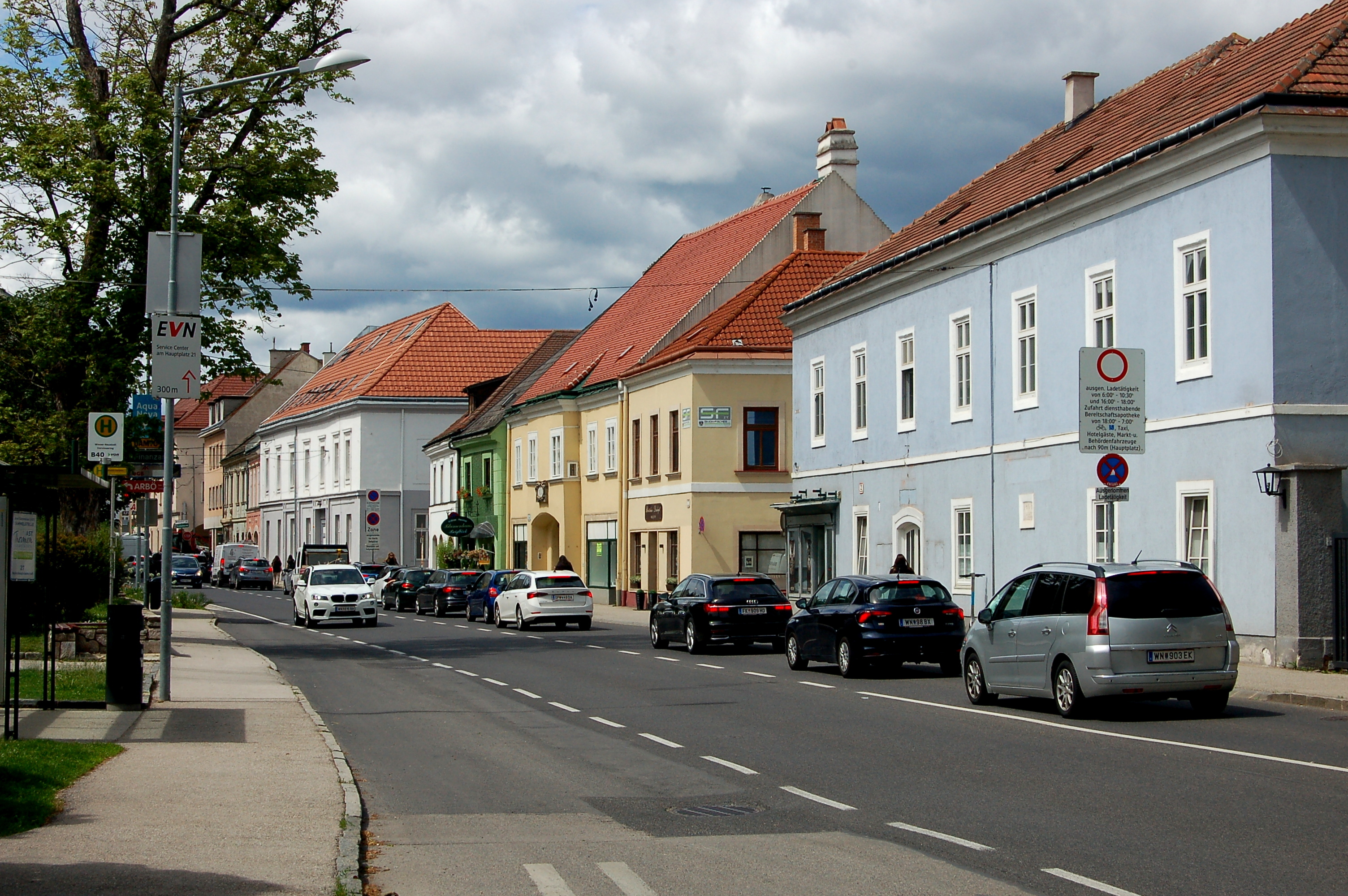
Bei der Stiftskirche Neukloster, Blickrichtung stadteinwärts
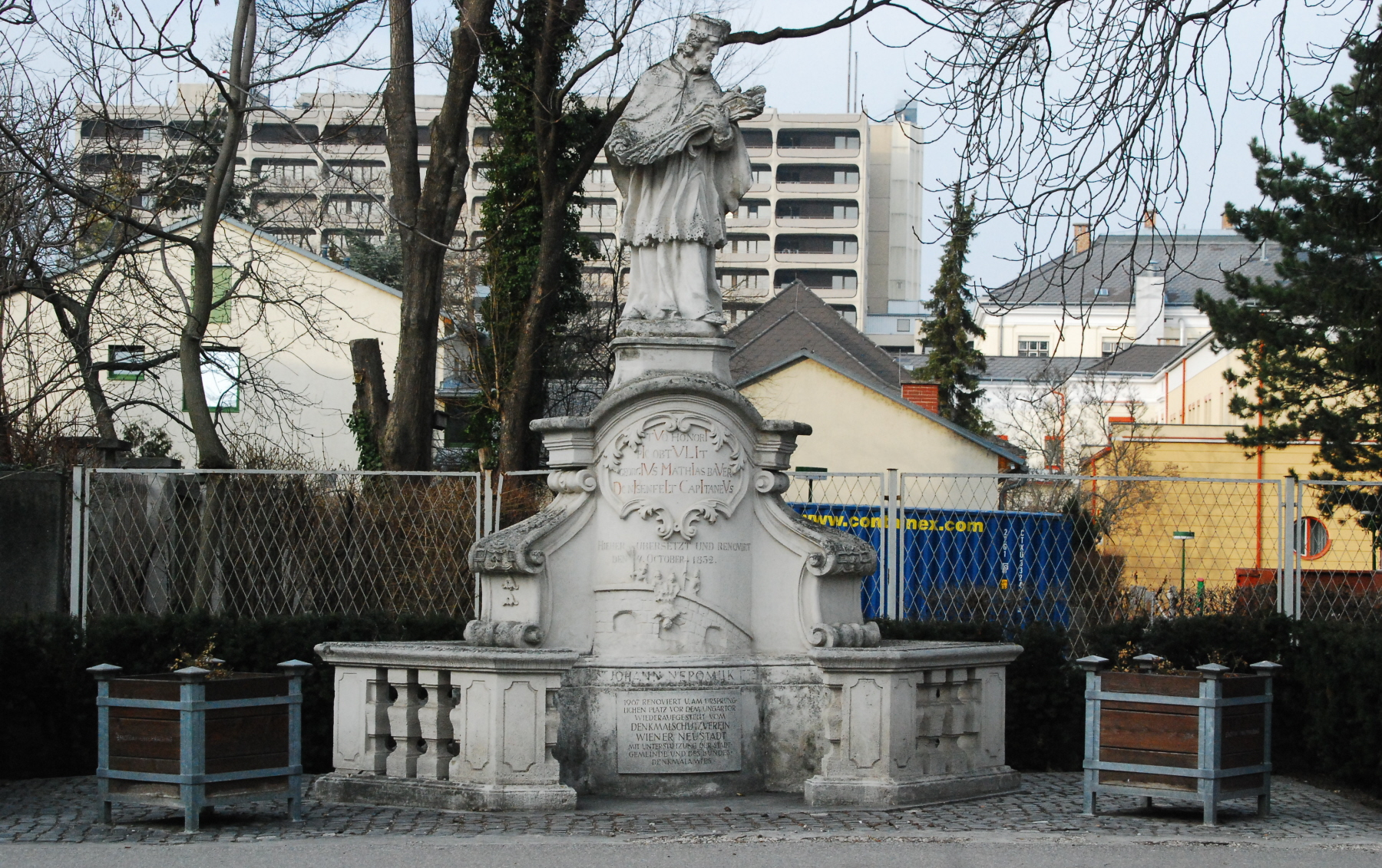
Johannes-Nepomuk-Statue bei Nummer 23
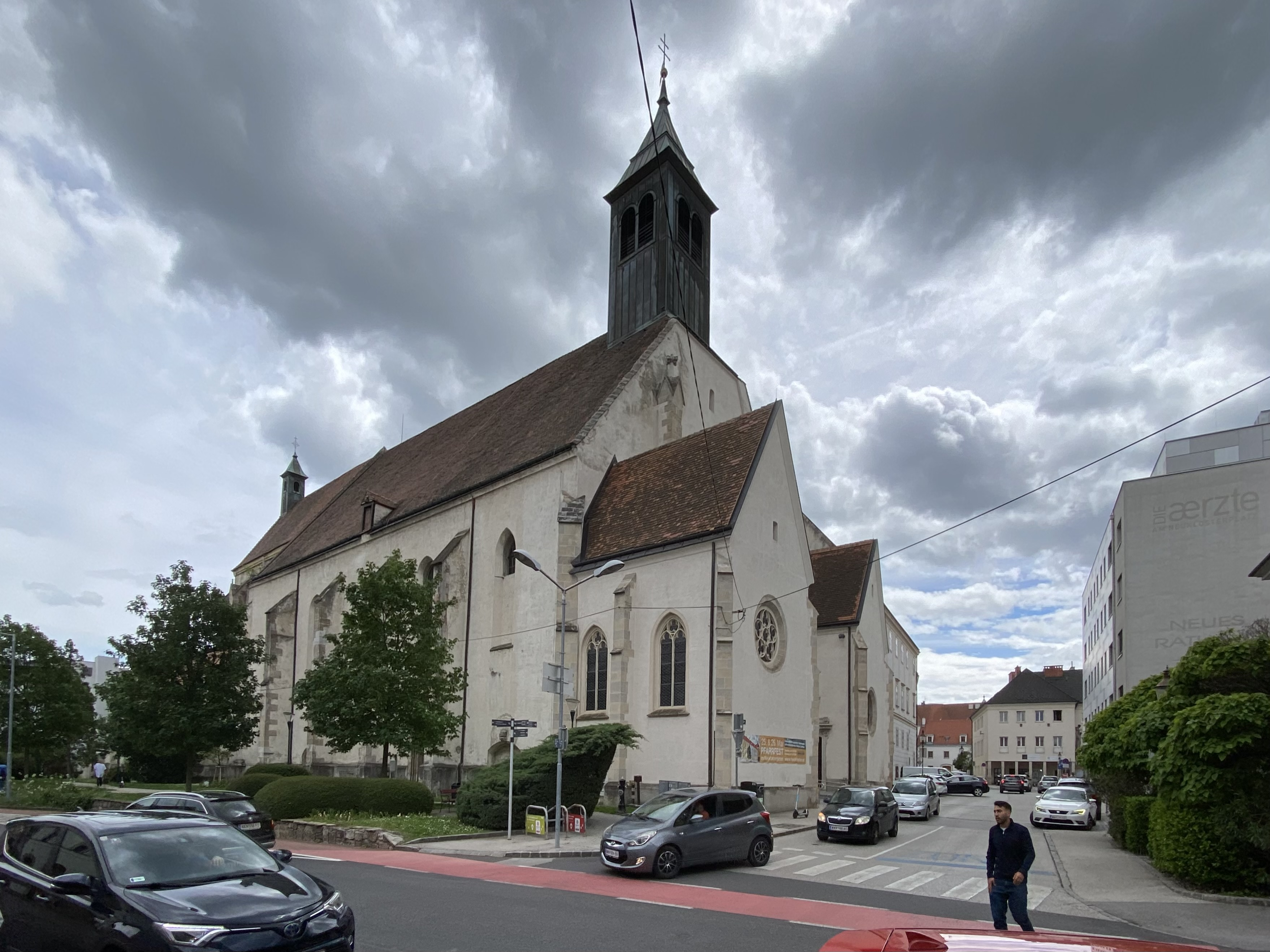
Stiftskirche Neukloster
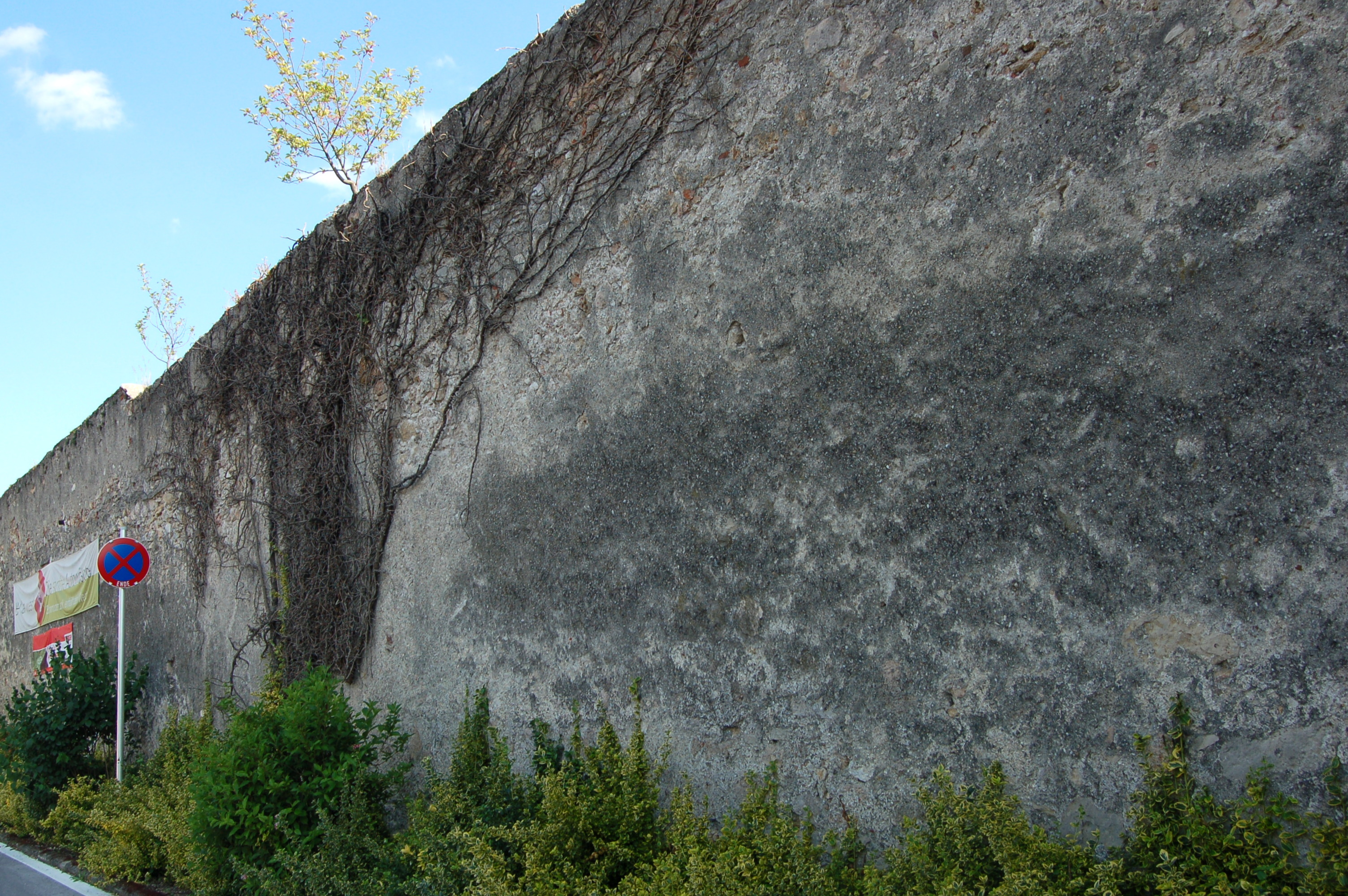
Gartenmauer des Stiftes Neukloster („Zeiselmauer“)
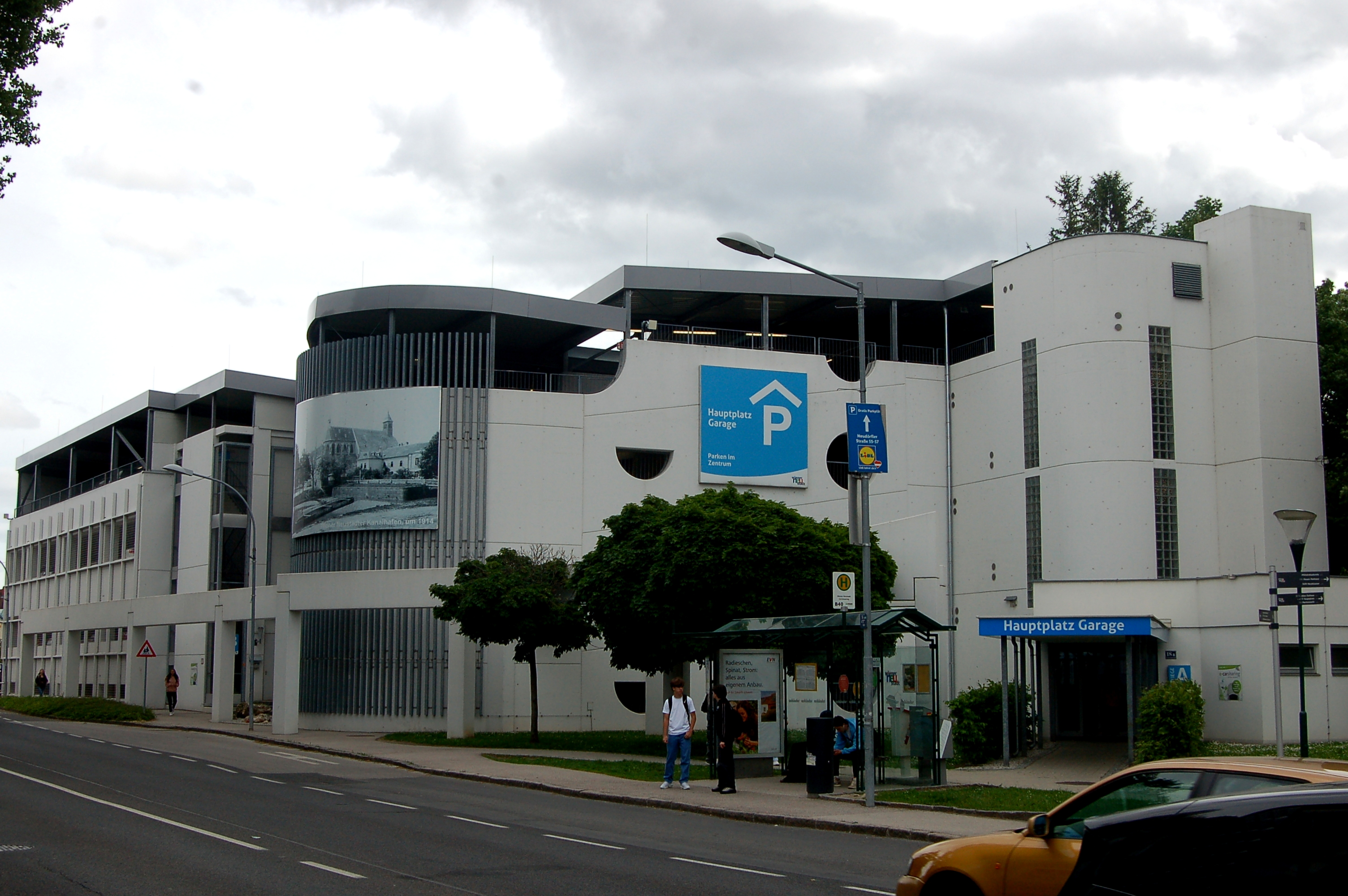
Parkhaus
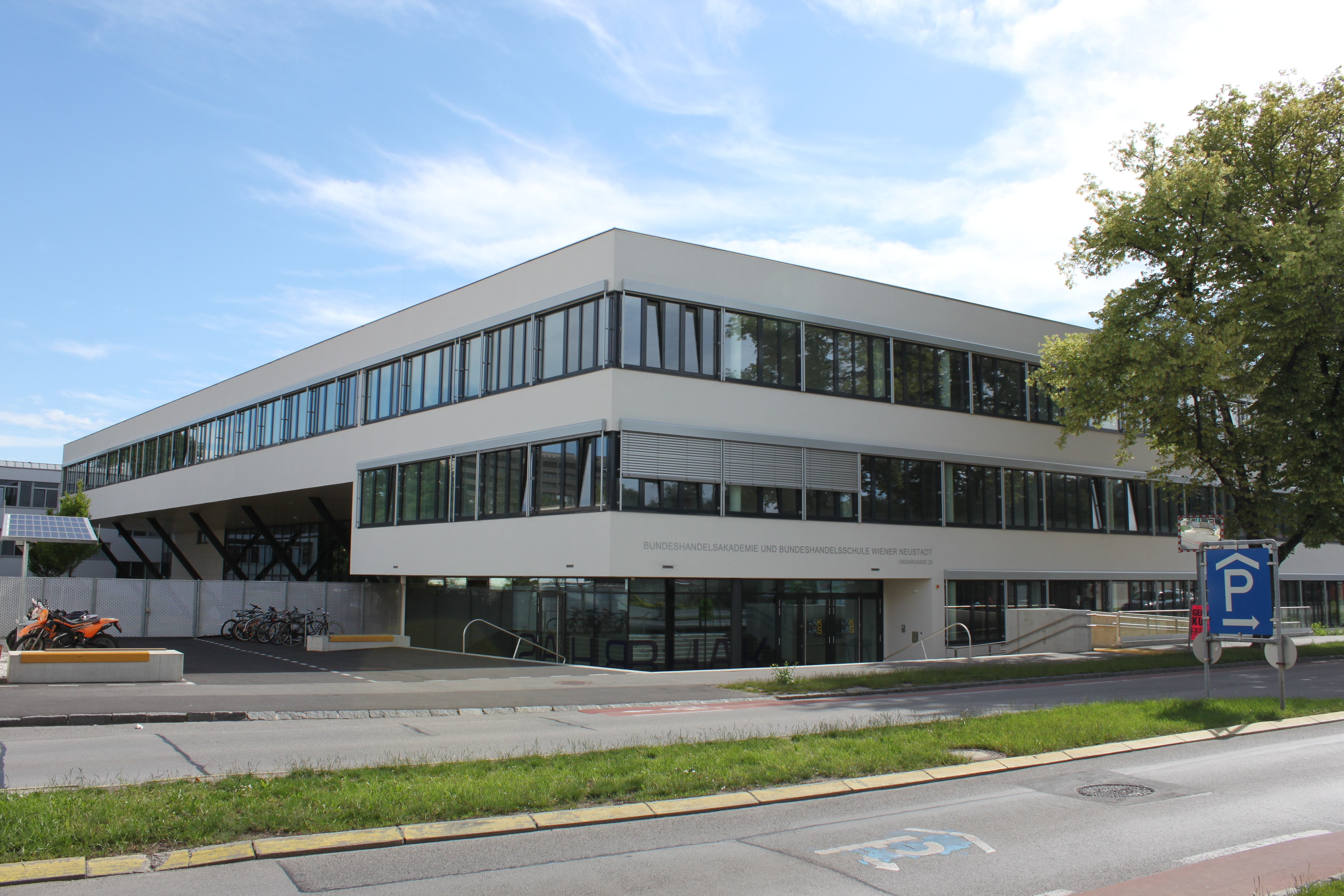
Handelsakademie und Handelsschule
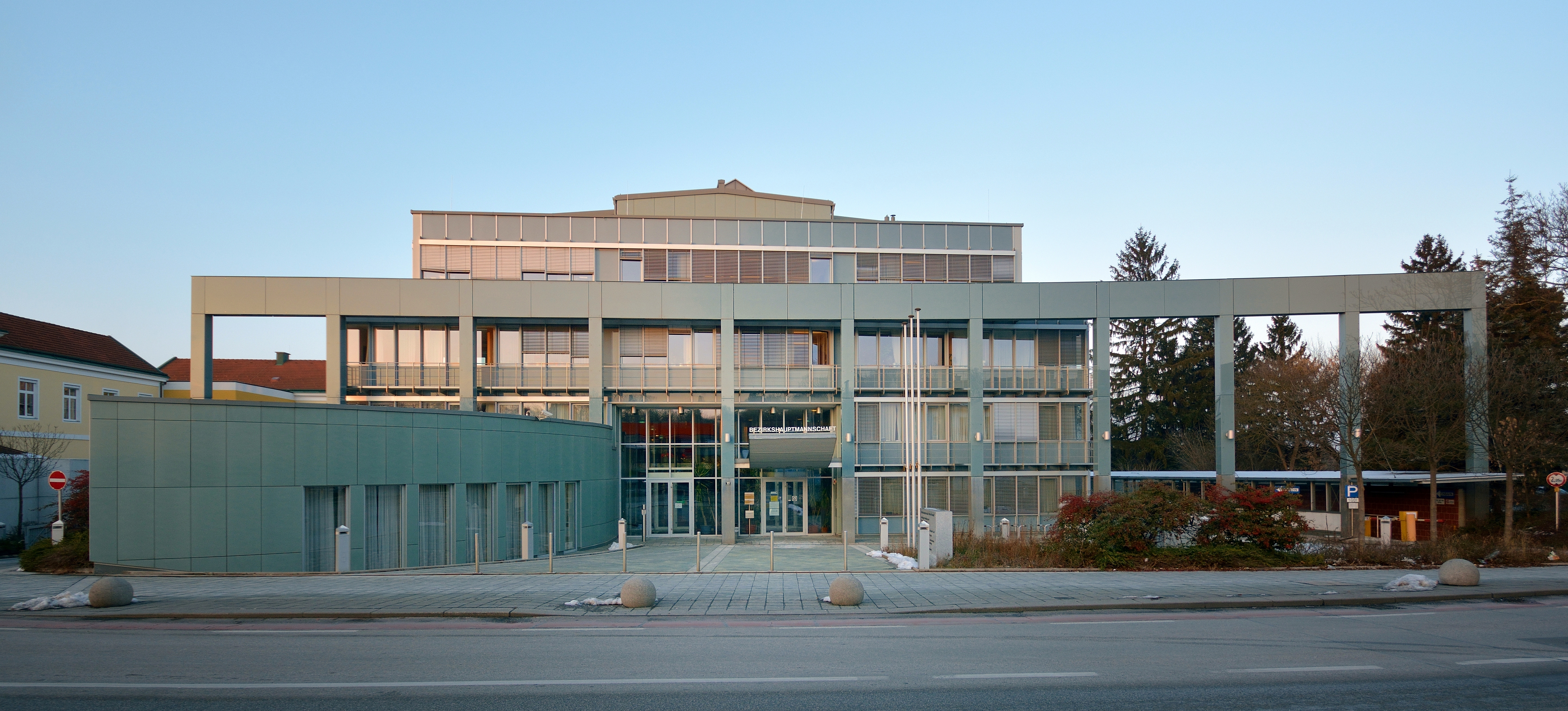
Bezirkshauptmannschaft
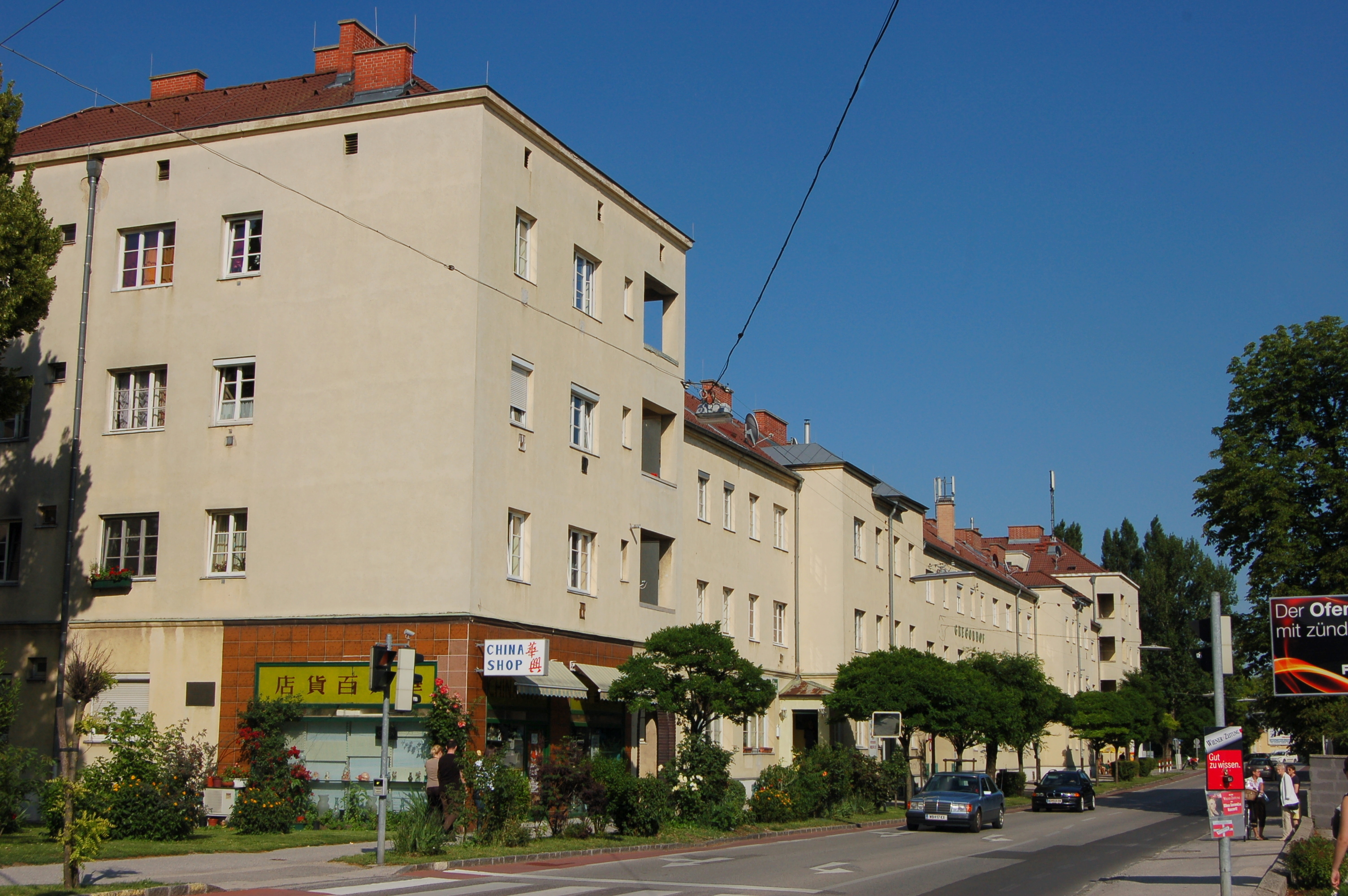
Gregorhof